# Фенакодусы
Фенакодусы (лат. Phenacodus, от др.-греч. φέναξ + ὀδούς — обманчивый зуб) — вымерший род млекопитающих, живших в позднем палеоцене — среднем эоцене. Это одни из наиболее ранних и примитивных копытных (Euungulata), типичных для семейства фенакодонтид:116 (Phenacodontidae), относящегося к стволовой группе либо непарнокопытных (тотальная группа Panperissodactyla), либо китопарнокопытных (тотальная группа Artiodactylamorpha). Ранее рассматривался в составе ныне расформированного отряда кондиляртр (Condylartha). Младший синоним — Trispondylus.

## Описание
Phenacodus intermedius достигал массы 10-39 кг, в то время как P. trilobatus оценочно достигал 22-87 кг. Типовой представитель рода Phenacodus primaevus был относительно небольшим копытным животным длиной около 1,5 м и массой до 56 кг, грацильной конституции, с прямыми конечностями, каждая из которых имела по пять полных пальцев. Подобно современному тапиру, он ходил, опираясь на пальцы. Средний палец был самым крупным, и масса тела в основном приходилась на него и на два соседних пальца, которые, возможно, в совокупности были заключены в оболочку, напоминавшую копыто, что напоминало более поздние формы трёхпалости, распространённой среди непарнокопытных и некоторых вымерших групп копытных.
Череп был небольшим, мозговая полость также небольшой. Имел выгнутую спину, сильные позвонки, длинный и мощный хвост, но относительно слабые лопатки. Все кости конечностей являются отдельными, а кости запястья и предплюсны не чередуются — каждая в верхнем ряду расположена непосредственно над соответствующей в нижнем ряду.
Что касается строения челюсти, фенакодус имел полный набор из 44 зубов; верхние коренные зубы имели короткие коронки, с двумя нижними выступами на зубах, двумя внутренними, двумя промежуточными и двумя наружными.

## Экология
По своим повадкам данное животное было бегающим и травоядным, хотя не исключается возможность того, что он был хищным. В раннем палеоцене Северной Америки экологическую нишу перечисленных выше видов занял Tetraclaenodon puercensis — животное, размер которого составлял лишь половину размера Phenacodus primaevus, концевые суставы конечностей располагались между копытами и когтями, а первый и пятый пальцы также принимали полное участие в несении на себе массы тела.
Прежде указанные два рода считались наиболее ранними стадиями эволюции лошадей, предшествовавшими гиракотерию. По современным данным, фенакодус имеет отношение к лошадям только в том плане, что, возможно, входит в стволовую группу непарнокопытных; согласно другой точке зрения, он более близок к китопарнокопытным.
- Скелет Phenacodus primaevus. Национальный музей естественной истории (Париж)
- Реконструкция, Чарльз Найт
- Реконструкция, Генрих Хардер